# Flanela

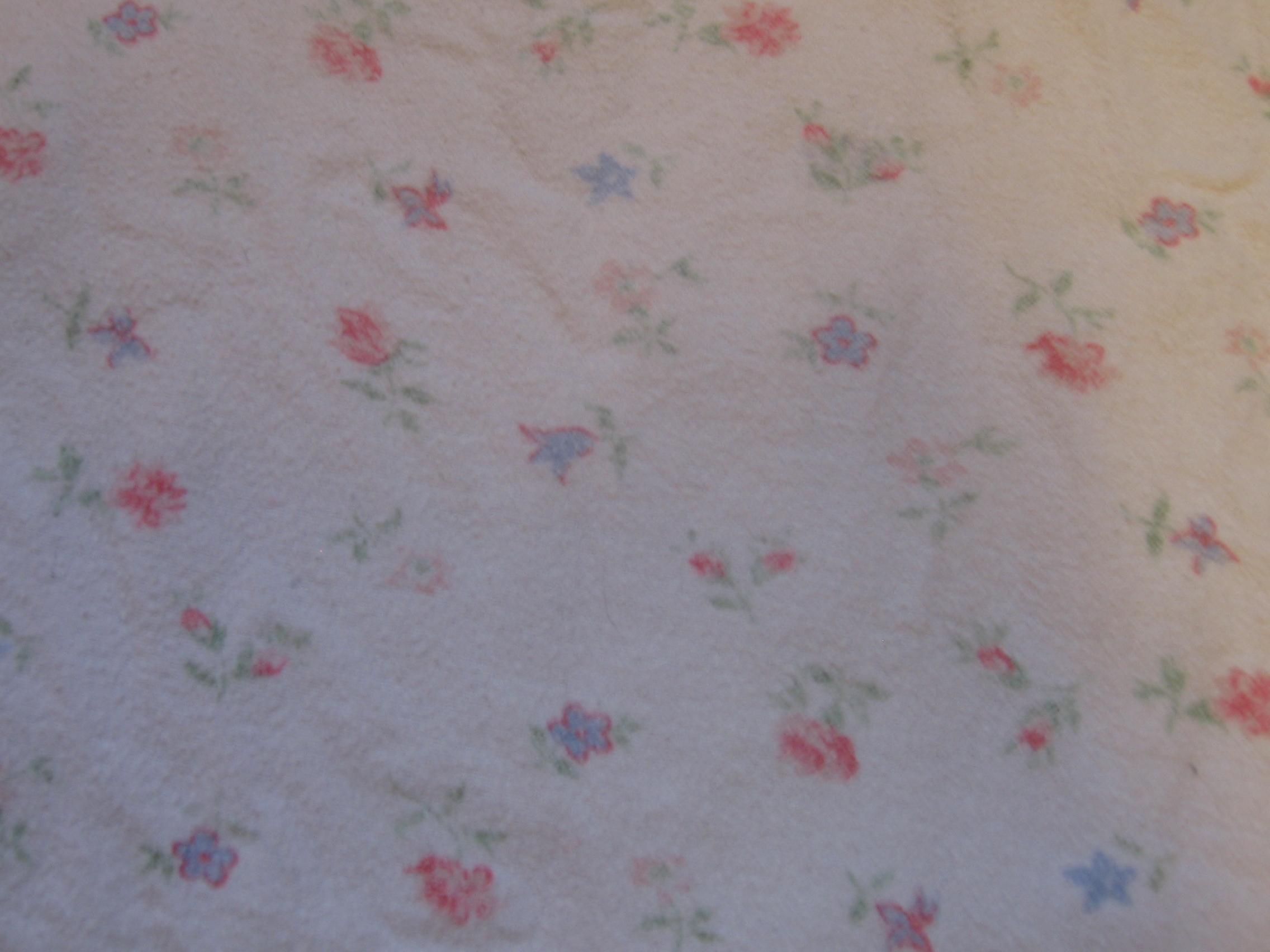
Flanela

Flanela – miękka i masywna tkanina bawełniana lub wełniana o dobrych właściwościach termoizolacyjnych, należąca do grupy tkanin z okrywą runową (włókienną). Stosowana do wyrobu ubrań, bielizny (zwłaszcza piżam), pościeli. Tkana splotem płóciennym, mało podatnym na uszkodzenia mechaniczne, lub skośnym. Należy do grupy welurów drapanych, bowiem miękką, delikatną okrywę włókienną uzyskuje się poprzez drapanie, a następnie strzyżenie jej powierzchni. Wykorzystuje się ją np. w produkcji garniturów zimowych. Posiada ciepły chwyt.